# Pappenheimer (hełm)

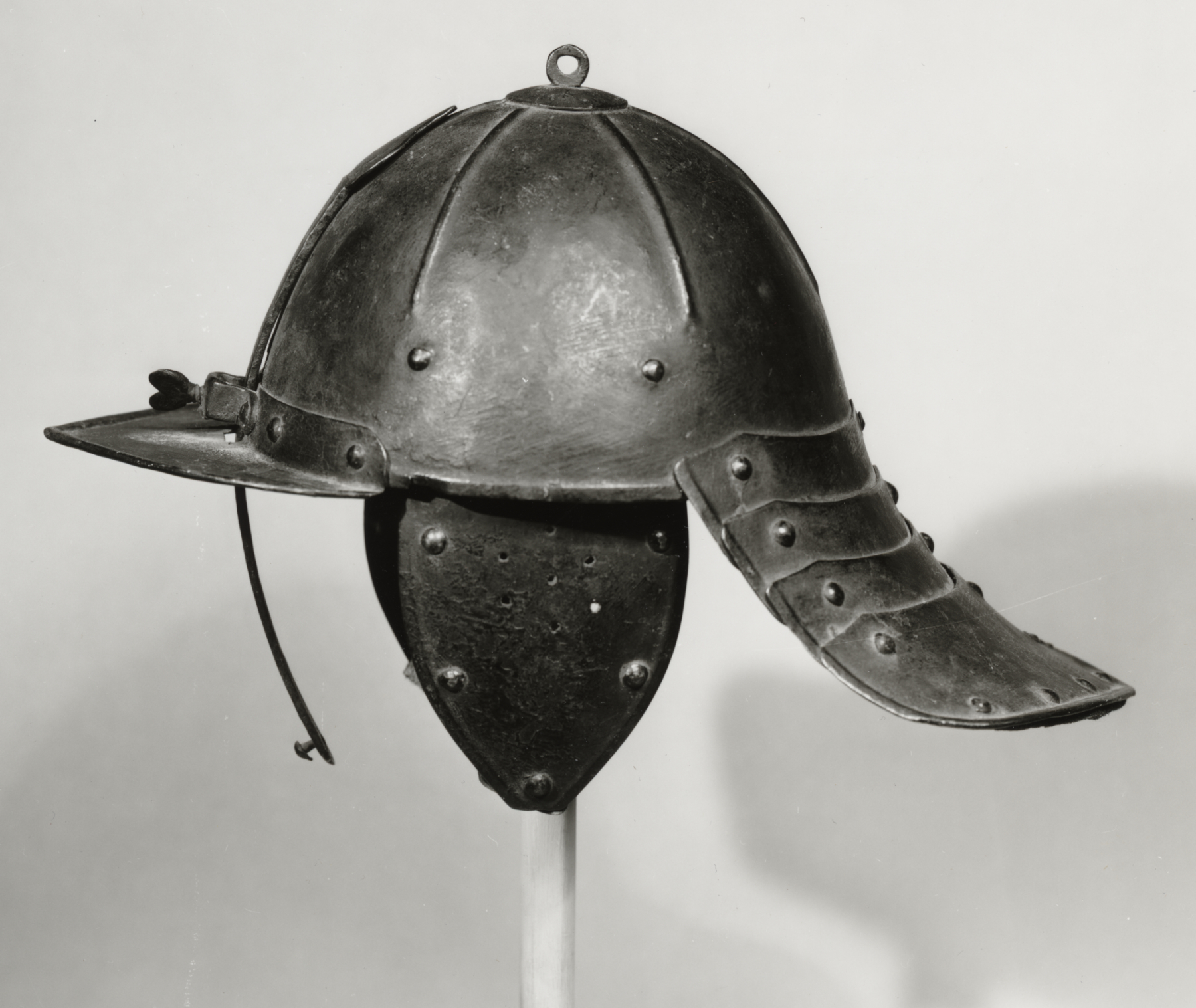
Pappenheimer (XVII w.)

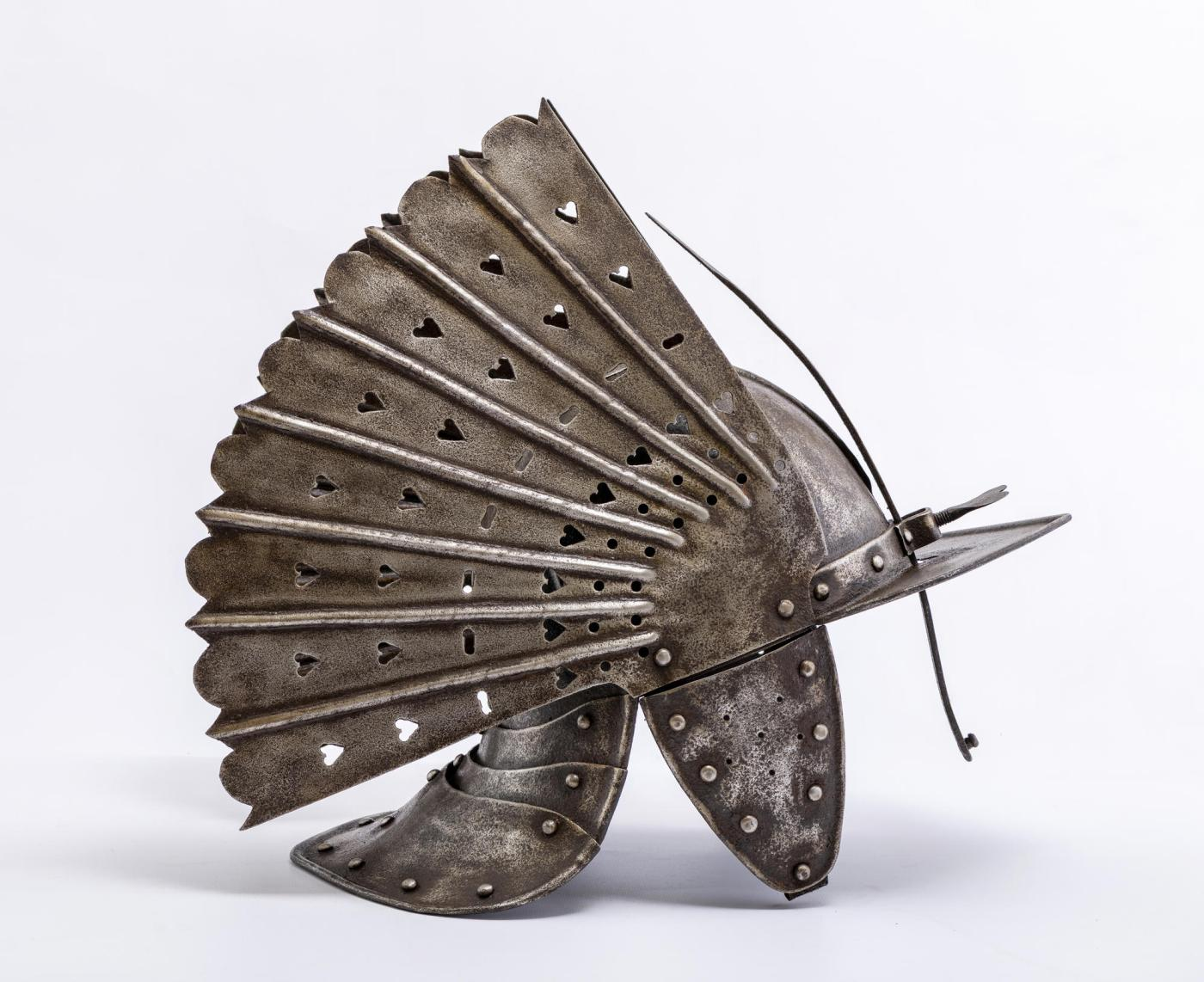
Szyszak husarski w typie pappenheimera, XVIII wiek, Muzeum Ziem Wschodnich Dawnej Rzeczypospolitej

Pappenheimer – rodzaj otwartego hełmu typu szyszak, popularnego w XVII wieku w oddziałach jazdy (rajtarów, arkebuzerów).
Jako rodzaj hełmu używany był również przez kirasjerów podczas wojny trzydziestoletniej oraz angielskiej wojny domowej (Anglicy określali go mianem „garnek z ogonem raka”, ang. lobster-tailed pot/lobster pot). W krajach zachodnioeuropejskim prawdopodobnie był naśladownictwem szyszaków polskich, węgierskich i tureckich. Nazwę pappenheimer stosowano zwłaszcza w Polsce, gdzie używany był przez husarię w końcu XVII wieku i pierwszej połowie XVIII wieku. W epoce saskiej dodawano niekiedy po bokach metalowe ozdobne smocze skrzydła (wycinane ażurowo w owale lub serduszka) jako symboliczną miniaturę skrzydeł husarskich.
Charakteryzował się dzwonem modelowanym w sześć karbków zbiegających się na szczycie, gdzie znajdowało się kółko służące do zawieszenia hełmu, trójkątnymi policzkami o zaokrąglonych bokach z otworami słuchowymi, wyciętym daszkiem, przez który przechodził nosal mocowany śrubą, folgowym nakarczkiem oraz rzemiennymi pętlami służącymi do zawiązania hełmu pod brodą. Zazwyczaj był czerniony dla zabezpieczenia przed korozją.
Nazwę urobiono od nazwiska wybitnego dowódcy wojsk cesarskich marszałka Gottfrieda Pappenheima. 